# Jacques Tuyisenge
Jacques Tuyisenge (Gisenyi, 22 settembre 1991) è un calciatore ruandese, attaccante del Kigali.

## Carriera

### Club
Ha giocato nella massima serie ruandese, keniota ed angolana.

### Nazionale
Nel 2011, ha esordito con la nazionale ruandese.

## Palmarès

### Club

#### Competizioni nazionali
- Campionato keniota: 3

Gor Mahia: 2017, 2018, 2018-2019